# Provinciale weg 523
De provinciale weg 523, ook wel N523, is een provinciale weg in Noord-Holland in twee delen die de provinciale wegen N236 en N201 met elkaar verbindt.
Het eerste, noordelijke deel loopt vanaf de N236 bij de brug over de Vecht en vervolgens parallel aan de Vecht naar het dorp Nederhorst den Berg en is ingericht als erftoegangsweg met een maximumsnelheid van 60 km/h. De weg buigt af en gaat over de Zanderijsluis die Vecht met de Spiegelplas verbindt. Het stuk tot aan de dorpsgrens heeft sinds juli 2014 ook een maximumsnelheid van 60 km/u en heet Spiegelweg. In de bebouwde kom van Nederhorst heeft de weg de namen (Nieuwe) Dammerweg, Nieuwe Overmeerseweg en Randweg. Dit deel valt onder het beheer van de gemeente Wijdemeren en is hierdoor geen onderdeel van de provinciale weg.
Het tweede deel loopt vanaf de komgrens van Nederhorst den Berg, net ten zuiden van het kruispunt met de Middenweg, een verbindingsweg door de Horstermeerpolder met 's-Graveland, verder naar de N201. Halverwege kruist deze weg het Hilversums Kanaal nabij de sluis 't Hemeltje. Op dit punt kan men afslaan naar Overmeer via de Vreelandseweg.
De N523 ligt het laatste deel parallel aan het Hilversums Kanaal met de naam Gabriëlweg, vernoemd naar de molen van Gabriël die nabij de kruising N523-N201 staat. Ook tussen Nederhorst en de N201 geldt een maximumsnelheid van 60 km/u.
De provincie Noord-Holland heeft tussen 2013 en 2019 grote werkzaamheden uitgevoerd aan de N236, hierbij is onder andere de kruising met de N523 omgebouwd tot een rotonde.
N23 · N194 · N196 · N197 · N198 · N199 · N200 · N201 · N202 · N203 · N204 · N205 · N206 · N207 · N208 · N209 · N210 · N211 · N212 · N213 · N214 · N215 · N216 · N217 · N218 · N219 · N220 · N221 · N222 · N223 · N224 · N225 · N226 · N227 · N228 · N229 · N230 · N231 · N232 · N233 · N234 · N235 · N236 · N237 · N238 · N239 · N240 · N241 · N242 · N243 · N244 · N245 · N246 · N247 · N248 · N249 · N250 · N307

N401 · N402 · N403 · N404 · N405 · N406 · N407 · N408 · N409 · N410 · N411 · N412 · N413 · N414 · N415 · N416 · N417 · N418 · N419 · N420 · N421 · N439 · N440 · N441 · N442 · N443 · N444 · N445 · N446 · N447 · N448 · N449 · N450 · N451 · N452 · N453 · N454 · N455 · N456 · N457 · N458 · N459 · N460 · N461 · N462 · N463 · N464 · N465 · N466 · N467 · N468 · N469 · N470 · N471 · N472 · N473 · N474 · N475 · N476 · N477 · N478 · N479 · N480 · N481 · N482 · N483 · N484 · N487 · N488 · N489 · N490 · N491 · N492 · N493 · N494 · N495 · N496 · N497 · N498 · N501 · N502 · N503 · N504 · N505 · N505 (Andijk) · N506 · N507 · N508 · N509 · N510 · N511 · N512 · N513 · N514 · N515 · N516 · N517 · N518 · N519 · N520 · N521 · N522 · N523 · N524 · N525 · N526 · N527 · N806 · N830 · N848

Cursief vermelde wegen zijn voormalige Provinciale wegen